# Admiral's Row
Admiral's Row (lit. 'Fila del almirante') era una fila de diez casas que anteriormente usaban los oficiales navales en el borough de Brooklyn de la ciudad de Nueva York (Estados Unidos). Estaba ubicada en el Astillero Naval de Brooklyn, y era propiedad de la Guardia Nacional de los Estados Unidos. Las casas fueron construidas entre 1864 y 1901.
Aunque la Armada de los Estados Unidos cerró el astillero original a mediados de la década de 1960, continuó alojando a parte del personal en las casas de los oficiales hasta mediados de la década de 1970. Posteriormente, muchos de los edificios en Admiral's Row se deterioraron hasta el punto de colapsar. La mayor parte de Admiral's Row fue demolida en 2016 como parte de una remodelación del Astillero Naval de Brooklyn; solo quedan una casa y un cobertizo de madera de la hilera original. Se están desarrollando un supermercado y un edificio de oficinas en el sitio de Admiral's Row.

## Designaciones
La propiedad en la que se encontraba la fila abarcaba aproximadamente 32 375 m² y estaba ubicado en la avenida Flushing cerca de la calle Navy, cerca de la esquina suroeste del patio.: 76 
Admiral's Row presentaba diez casas en varios estilos arquitectónicos (es decir, los estilos neogriego, italianizante e Imperio francés). Sirvieron como residencias para oficiales de alto rango del astillero. La propiedad también contenía un cobertizo de madera, un patio de armas, canchas de tenis y garajes adjuntos a cada casa.: 76 Cada casa contenía un revestimiento de ladrillo y piedra. Se ubicó un sótano terminado debajo de cada edificio, y el primer piso de cada estructura se elevó varios pies sobre el suelo, al que se accedía por un pórtico. Algunas de las casas tenían techos abuhardillados.: 10 Algunas de las residencias eran casas adosadas, divididas en dos o tres unidades. Las designaciones de los edificios, a lo largo de la avenida Flushing desde el oeste (calle Navy) hacia el este, fueron:: 10 
1. Un cobertizo de madera
2. Quarters K, Quarters L
3. Quarters H, Quarters C
4. Quarters B
5. Quarters D
6. Quarters E, Quarters F, Quarters G
7. Quarters I

También en los terrenos había:: 11 
- Una cancha de tenis en el extremo noreste
- El patio de armas en el extremo noroeste
- El invernadero
- Garajes para cada residente
- Quarters J, la casa del jardinero, ubicada cerca del límite noroeste de Row

El Quarter A, la residencia del Comandante, no estaba ubicado en la Fila. De las estructuras en Row, el Quarter B es el de estilo más intrincado y se encuentra en mejores condiciones que cualquiera de las residencias. El Quarter B fue la residencia del almirante Matthew C. Perry mientras era el comandante (titulado Comodoro) del astillero de Nueva York.

## Historia

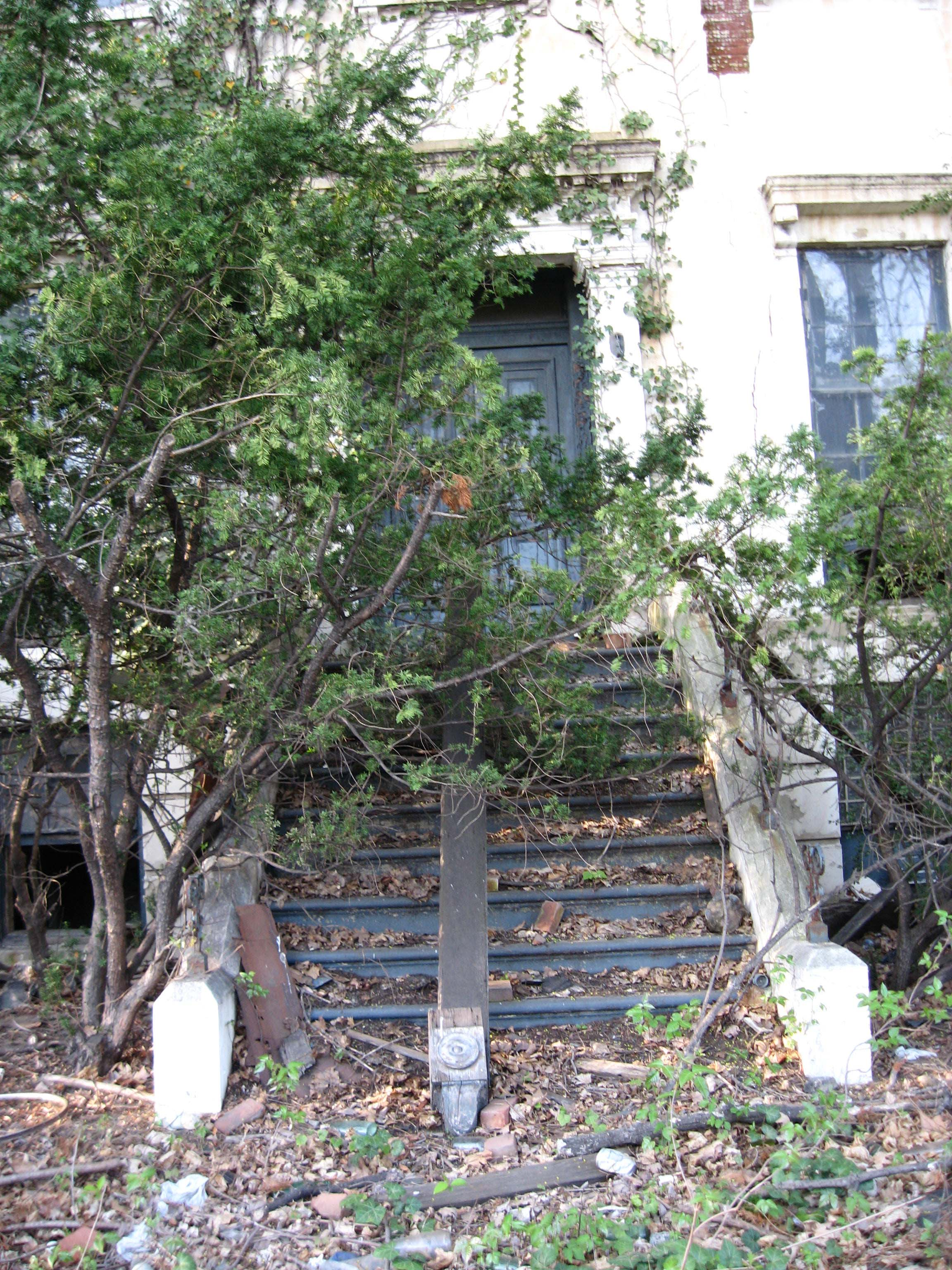
Porche delantero (2010)

Admiral's Row se construyó en el sitio de un estanque de molino que existió temprano en la historia del Astillero Naval de Brooklyn.: 10 La mayoría de las residencias, que comprenden los barrios B a G, se construyeron antes de 1873.: 10  Las primeras casas, los Quarters E, F y G de estilo imperio francés, comenzaron a construirse en 1864 en el sitio del estanque del molino de Remsens. El Quarter E sirvió como residencia del constructor naval, mientras que el Quarter F fue la residencia del ingeniero jefe y el Quarter G fue la residencia del cirujano. Cada estructura tenía de seis a siete dormitorios y tres baños. Al oeste estaba el Quarter B, la residencia del capitán, que probablemente se construyó en 1872 y era la casa más grande de Admiral's Row. La siguiente casa fue el Quarter D, la residencia del oficial de artillería, probablemente se construyó el año siguiente. Al oeste de Quarter D estaba el Quarter C, la residencia del oficial de equipo, un edificio del Segundo Imperio francés construido en 1872.: 76 
El Quarter H, la residencia del tendero general, se construyó como un anexo del Quarter C en 1881. El Quarter I, un edificio independiente al este de los Quarters E/F/G, fue construido alrededor de 1889. Los cuartos K y L, dos casas adosadas, se construyeron en 1901 al oeste de los cuartos C. Todas estas estructuras se diseñaron al estilo del Imperio francés.: 76 La fila fue abandonada en 1966 cuando se desmanteló el astillero.: 77 

## Reurbanización
La propiedad estaba lista para someterse a una revisión de la Sección 106 (bajo la Ley de Preservación Histórica Nacional de 1966) por parte de la Guardia Nacional. En abril de 2008, lanzó un sitio web para invitar al público a participar en los procedimientos. Se llevó a cabo una reunión abierta en julio de 2008, donde se le pidió al público que opinara sobre la preservación de las estructuras. Los resultados de esa reunión fueron publicados en el sitio web de la Guardia Nacional, así como considerados en el Informe de Alternativas para el sitio.
Después de un largo período de deterioro, se aprobó la demolición de Admiral's Row en 2009. En 2010, la administración del exalcalde de la ciudad de Nueva York, Michael Bloomberg, propuso revitalizar la disputa. Dos desarrolladores intentaron revitalizar la fila, pero uno fue acusado de soborno y otro no pudo pagar el seguro después del huracán Sandy de 2012.
Aunque el presidente del Astillero Naval de Brooklyn Development Corporation, Andrew Kimball, ha afirmado que las residencias han sido dañadas sin posibilidad de reparación por los elementos, el informe preparado por el Cuerpo de Ingenieros del Ejército de los Estados Unidos refutó esta afirmación, sugiriendo que las residencias no solo son excelentes candidatas para la rehabilitación, sino que pero cumplir con todos los requisitos de elegibilidad para la inclusión en el Registro Nacional de Lugares Históricos, tanto individualmente como como distrito. 

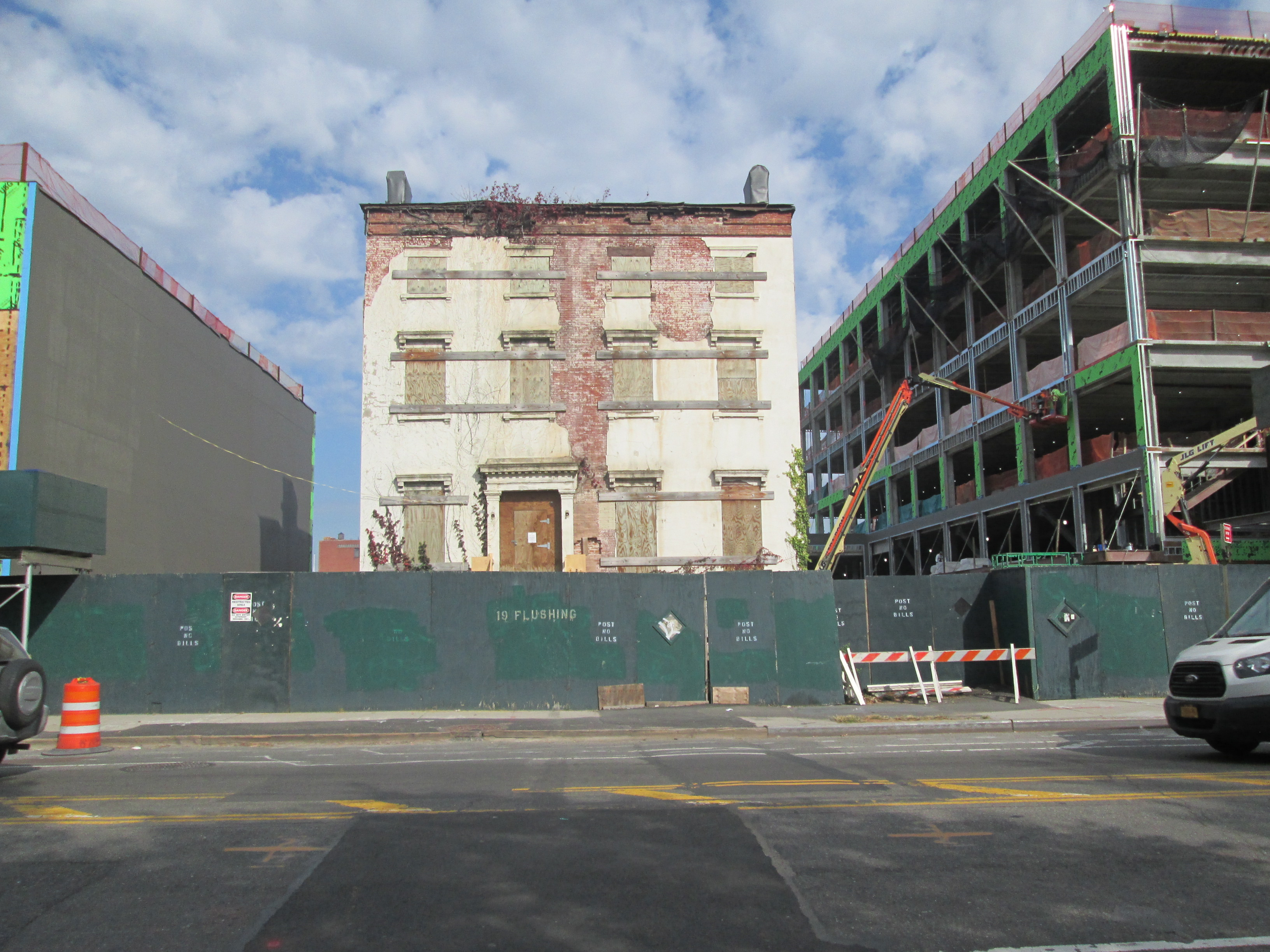
Quarter B, la única estructura restante en Admiral's Row (2018)

La Corporación de Desarrollo del Astillero Naval de Brooklyn quería salvar el cobertizo de madera de la fila y el Quarter B, renovando los dos edificios a un costo de 70 millones de dólares y demoliendo los edificios restantes en el Admiral's Row. La Guardia Nacional del Ejército, propietaria de Admiral's Row, inicialmente no quería renovar los dos edificios, porque todo el complejo estaba a punto de colapsar. En noviembre de 2011, el Ayuntamiento de Nueva York aprobó un plan para rehabilitar los edificios más estables para locales comerciales y demoler los inestables. Solo se salvarían los cuartos B y el cobertizo de madera. En enero de 2012, la propiedad fue desmilitarizada y transferida a Brooklyn Navy Yard Development Corporation.
La remodelación de Admiral's Row se aprobó en 2015. La mayoría de los edificios serían demolidos; 6875 m² El supermercado Wegmans, el primero de la ciudad, se está construyendo en el sitio. El sitio también estaría ocupado por un complejo de fabricación en 399 Sands Street, que será desarrollado por Steiner NYC, que ya operaba Steiner Studios en el astillero. Para dar paso a estos edificios, Admiral's Row fue demolido en 2016. Conservacionistas y miembros de la comunidad criticaron la demolición de las casas. La construcción de 399 Sands comenzó en junio de 2018 y se esperaba que abriera en 2021. El supermercado Wegmans adyacente abrió sus puertas en 2019, así como parte del estacionamiento de 399 Sands. La remodelación de Admiral's Row incluiría 33 445 m² de espacio industrial ligero y de oficinas y 15 329 m² de espacio comercial.